# Anna Biselli
Anna Biselli (geboren 1989) ist eine deutsche Journalistin.

## Leben
Anna Biselli schloss einen Bachelor in Multimedia-Technik an der Hochschule Wismar ab und absolvierte 2013 den Master in Informatik an der Technischen Universität Dresden. Während des Informatik-Studiums spezialisierte sie sich auf Datenschutz und Datensicherheit. Seit 2013 arbeitet Biselli bei der Nachrichten-Website Netzpolitik.org und schreibt auch Texte als freie Journalistin für Vice und Zeit Online. In ihrem Journalismus legt sie den Schwerpunkt auf staatliche Überwachung, besonders im Kontext der Migration. Seit März 2022 ist sie mit Daniel Leisegang Co-Chefredakteurin von Netzpolitik.org.

## Auszeichnungen
- 2020: Surveillance Studies Journalistenpreis des Forschungsnetzwerks surveillance-studies.org für ihr dreiteiliges Recherche-Projekt zur Sprachanalyse-Software des Bundesamt für Migration und Flüchtlinge (BAMF) unter dem Titel Die IT-Tools des BAMF: Fehler vorprogrammiert, erschienen bei netzpolitik am 28. Dezember 2018.[6]